# Vince Grella
Vincenzo "Vince" Grella (født 5. oktober 1979 i Melbourne, Australien) er en tidligere australsk fodboldspiller, der spillede som central midtbanespiller. I hans karriere har han optrådt for de australske klubber Canberra Cosmos, Melbourne Heart og Carlton SC, samt for italienske Empoli, Ternana, Parma og Torino samt for engelske Blackburn Rovers.

## Landshold
Grella spillede i sin tid som landsholdsspiller (2003-2010) 46 kampe for Australiens landshold, som han debuterede for i 2003. Han har siden da repræsenteret sit land ved VM i 2006 i Tyskland, og var også i truppen til VM i 2010 i Sydafrika.